# Metilococcàcies
Methylococcaceae és una família de bacteris que obtenen el carboni i l'energia a partir del metà, és a dir són metanotròfics. Aquesta família inclou metanotròfics de tipus I, en contrast amb 'Methylocystaceae' que inclou metanotròfics de tipus II. Es classifiquen en la subdivisió gamma de proteobacteria i típicament s'inclouen en el seu propi ordre, Methylococcals.
Methylococcaceae tenen membranes internes en forma de discs voluminosos perpendiculars a la paret cel·lular. El metà és oxidat produint formaldehid, que és fixat per un procés anomenat cicle Rump. En aquest cicle, el formaldehid es combina amb el sucre ribosa produint hexulosa. Aquest al seu torn és descompost per produir gliceraldehid, que s'usa per produir nova ribosa o altres compostos orgànics. El catabolisme no comprèn un cicle de l'àcid cítric complet.